# Изъяёль (приток Асыввожа)
Изъяёль (устар. Изья-Ёль) — река в России, протекает по Республике Коми. Устье реки находится в 7 км по правому берегу реки Асыввож. Длина реки составляет 10 км.

## Данные водного реестра
По данным государственного водного реестра России относится к Двинско-Печорскому бассейновому округу, водохозяйственный участок реки — Вычегда от истока до города Сыктывкар, речной подбассейн реки — Вычегда. Речной бассейн реки — Северная Двина.
Код объекта в государственном водном реестре — 03020200112103000016149.